# 오키타마 지방

야마가타현 내 각 지방의 구분 지도. 초록색이 오키타마 지방이다.

오키타마 지방(일본어: 置賜地方 오키타마치호[*]) 또는 오이타마 지방은 일본 야마가타현 내륙 남부 지방을 가리키는 이름이다. 일본 내에서는 오키타마(おきたま)와 오이타마(おいたま) 양 쪽 모두 같은 한자의 서로 다른 발음으로 취급하지만, 오키타마 쪽이 좀 더 옛날 말이다. 이런 현상은 이음편(イ音便)이라 불리는 음운 변화의 한 예이다.
오키타마 지방의 면적은 2,495.52 km2으로 야마가타현의 26.8%를 차지한다. 또한 2010년 10월 1일 일본 인구총조사 기준 오키타마 지방의 거주 인구는 226,989명으로 야마가타현 전체 인구의 19.4%를 차지한다.
오카타마 지방은 크게 동남쪽의 요네자와시를 중심으로 한 요네자와 도시권, 요네자와와 북으로 바로 접한 난요시를 중심으로 한 난요 도시권, 요네자와와 난요 두 도시를 바로 서쪽으로 접하고 있는 나가이시를 중심으로 한 나가이 도시권 등 총 3개 대도시권으로 구분할 수 있다.

## 지리
오타카마 지방은 구 오키타마군 지역으로 원래 데와국에 해당하던 지역이었다. 오타카마 지방은 사방이 오우산맥과 아즈마 산지, 이데 산지 등 산맥으로 둘러싸여 있다. 동쪽으로는 미야기현 및 후쿠시마현 후쿠시마시와 접해 있으며, 북쪽은 야마가타현 무라야마 지방, 남쪽으로는 후쿠시마 아이즈 지방을, 서북쪽으로는 야마가타현 쇼나이 지방, 니가타현 가에쓰 지방과 접하고 있다.
오키타마 지방은 쇼나이 지방의 하구의 상류부에 해당하는 요네자와 분지와, 가에쓰 지방의 하구인 아라강의 상류부에 해당하는 오구니 분지 2개 유역이 있으며 두 강은 데와 산지의 분수령으로 갈라진다. 오구니정은 하류인 니가타현 무라카미시 등과 교류가 활발해 오키타마 지방도 오구니정 지역과 기타 지역 2개로 분류할 수 있다.
전형적인 분지 지형으로 하루의 일교차가 매우 크다. 겨울에는 동해에서 불어오는 계절풍의 영향으로 폭설이 내리는 다우지로 알려져 있다.

## 지역 구분
일본 기상청이 사용하는 일기예보 및 경보/주의보 세분 구역에서 야마가타현 오키타마 지방은 다시 동남 오키타마와 서오키타마로 나눈다. 동남 오키타마는 요네자와시, 난요시, 다카하타정, 가와니시정이 포함되며 서오키타마에는 나가이시, 오구니정, 이데정, 시라타카정이 해당된다.

### 도시권 변천
도시고용권(10% 통근권) 인구는 2010년 일본 국세조사 기준 요네자와 도시권이 약 17만명, 나가이 도시권이 약 약 5만명이다. 아래 3개 시 5개 정은 오키타마 지방을 구성하는 행정구역으로 오키타마 종합지청이 관리하고 있다.
아래 표는 각 도시권의 통근 인구 변천으로 10% 통근권에 들어가지 않는 도시와 교외 지역은 각 통계년도에 회색의 데이터가 없는 '-'로 되어 있다.
| 지방자치체 ('80) | 1980년                    | 1990년                    | 1995년                    | 2000년                    | 2005년                    | 2010년                    | 지방자치체 *현재) |
| ---------------- | ------------------------- | ------------------------- | ------------------------- | ------------------------- | ------------------------- | ------------------------- | ----------------- |
| 오구니정         | -                         | -                         | -                         | -                         | -                         | -                         | 오구니정          |
| 시라타카정       | 나가이 도시권 62,325명    | 나가이 도시권 61,252명    | 나가이 도시권 59,971명    | 나가이 도시권 58,340명    | 나가이 도시권 55,883명    | 나가이 도시권 52,730명    | 시라타카정        |
| 이데정           | 나가이 도시권 62,325명    | 나가이 도시권 61,252명    | 나가이 도시권 59,971명    | 나가이 도시권 58,340명    | 나가이 도시권 55,883명    | 나가이 도시권 52,730명    | 이데정            |
| 나가이시         | 나가이 도시권 62,325명    | 나가이 도시권 61,252명    | 나가이 도시권 59,971명    | 나가이 도시권 58,340명    | 나가이 도시권 55,883명    | 나가이 도시권 52,730명    | 나가이시          |
| 난요시           | 난요 도시권 36,682명      | 난요 도시권 36,971명      | 난요 도시권 36,810명      | 난요 도시권 36,189명      | 요네자와 도시권 173,163명 | 요네자와 도시권 165,397명 | 난요시            |
| 가와니시정       | 요네자와 도시권 142,686명 | 요네자와 도시권 143,816명 | 요네자와 도시권 143,315명 | 요네자와 도시권 141,889명 | 요네자와 도시권 173,163명 | 요네자와 도시권 165,397명 | 가와니시정        |
| 다카하타정       | 요네자와 도시권 142,686명 | 요네자와 도시권 143,816명 | 요네자와 도시권 143,315명 | 요네자와 도시권 141,889명 | 요네자와 도시권 173,163명 | 요네자와 도시권 165,397명 | 다카하타정        |
| 요네자와시       | 요네자와 도시권 142,686명 | 요네자와 도시권 143,816명 | 요네자와 도시권 143,315명 | 요네자와 도시권 141,889명 | 요네자와 도시권 173,163명 | 요네자와 도시권 165,397명 | 요네자와시        |

## 산하 행정구역
오키타마 지방의 산하 행정구역은 총 3개 시 2개 군 5개 정으로 각 행정구역으로는 다음이 있다.
- 요네자와시
- 난요시
- 나가이시
- 히가시오키타마군
  - 가와니시정
  - 다카하타정
- 니시오키타마군
  - 이데정
  - 오구니정
  - 시라타카정

## 같이 보기
- 무라야마 지방
- 쇼나이 지방
- 모가미 지방